# Fusicladium caducum
Fusicladium caducum är en svampart som först beskrevs av Davis, och fick sitt nu gällande namn av K. Schub. & U. Braun 2005. Fusicladium caducum ingår i släktet Fusicladium och familjen Venturiaceae.   Inga underarter finns listade i Catalogue of Life.